# Leida Hulscher
Lijsje (Leida) Hulscher (Amsterdam, 18 oktober 1892 - aldaar, 19 januari 1976) was een Nederlands dirigent en sopraan.
Ze was dochter van kruier Johannes Hulscher en Trijntje Duim, in 1892 wonende aan de Leidsegracht 49. Zijzelf bleef ongehuwd en woonde als zanglerares nog in de "componistenstraat" Johannes Verhulststraat en de Reijnier Vinkeleskade 11. Ze stierf na een kort ziekbed en werd gecremeerd op Westerveld.
Ze werd op het pad van de muziek gebracht door haar buurvrouw, die zanglerares was. Die wilde ook haar wel lesgeven. Terwijl ze aan het Conservatorium van Amsterdam studeerde, liet haar stem het plotseling afweten, haar carrière als zangeres leek beëindigd. Na een rustperiode als huisvrouw (ze bleek haar stembanden geforceerd te hebben), kwam de stem gedeeltelijk terug, waarna ze kon zingen in de koren van de Nederlandse Opera en de Operette van Max Gabriël. Door toeval kwam ze keer voor een kinderkoor te staan en daarin vond ze haar levensbestemming. Ze kreeg in die tijd een opleiding tot koordirigent van Frederik Roeske. Ze ging aan de slag bij Vereniging Ons Huis. Daarna was ze de leidster van diverse radiokoren waaronder de De Merels en de Krekels. Deze koren zongen voornamelijk voor de VARA. Ze was tevens leidster van het dameskoor Femina, dat ook in het buitenland optrad en in 1963 haar 35-jarig bestaan vierde met een concert in het Concertgebouw. Zijn was zelf liefhebster van de nieuwe liederen van Catharina van Rennes en Hendrika van Tussenbroek en gaf zelden leiding aan de in haar ogen behoudende liedjes uit de bundel Kun je nog zingen, zing dan mee.
Na haar afscheid in december in 1959, waarbij Wij zijn zo blij, ons hart is jong van Van Rennes werd uitgevoerd, werd de leiding overgenomen door Lo van der Werf.

## Discografie
| Titel                                         | Met medewerking van                          | Label                    | Labelnummer | Matrijsnummer              |
| --------------------------------------------- | -------------------------------------------- | ------------------------ | ----------- | -------------------------- |
| Bloemen aan moeder                            | Jan Corduwener                               | Philips                  | P 17453 H   | AA 17453.1 H; AA 17453.2 H |
| Kikker-concert                                | Jan Corduwener; De Merels                    | Philips                  | P 17428.1 H | AA 17428.1 H; AA 17428.2 H |
| Als de vogels musiceren                       | Jack Bulterman; Marcel Thielemans; De Merels | Philips                  | P 17517 H   | AA 17517.1 H; AA 17517.2 H |
| Kun je nog zingen                             | Kwartet Jan Corduwener                       | Decca                    | M 32863     | AM 2034 A; AM 2035 A       |
| Kinderliedjes                                 | Cor Steyn                                    | His Master's Voice (HMV) | JF 106      | OFA 2011; OFA 2012         |
| "5 december" Potpourri van Sinterklaasliedjes | De Merels; Kwartet Jan Corduwener            | Decca                    | M 34421     | AA 34421 1H; AA 34421 2H   |